# Stalking - La storia di Casey
Stalking - La storia di Casey (Shadow of Fear) è un film per la televisione del 2012 diretto da Michael Lohmann. Il film è tratto da una storia vera.

## Trama
Quando Morgan, un ragazzo apparentemente innocuo, viene assunto in un coffee-shop, i suoi colleghi non possono certo immaginare che, in realtà, si tratti di uno schizofrenico che rifiuta le cure e quindi un soggetto potenzialmente molto pericoloso. A farne le spese è Casey, una ragazza coraggiosa, la cui forza interiore viene messa a dura prova da Morgan.

## Distribuzione
In Italia i diritti del film sono stati acquistati dalla Mediaset che l'ha trasmesso il 5 settembre 2012 su Canale 5. L'edizione italiana è stata curata da Sandro Fedele per Mediaset, e il doppiaggio è stato fatto a Milano presso Jupiter Communication sotto la direzione di Giulia Franzoso.